# Paradagmaritella
Paradagmaritella es un género de foraminífero bentónico de la Subfamilia Paradagmaritinae, de la Familia Globivalvulinidae, de la Superfamilia Globivalvulinoidea, del Suborden Endothyrina, del Orden Endothyrida, de la Subclase Fusulinana y de la Clase Fusulinata. Su especie tipo es Paradagmaritella surmehensis. Su rango cronoestratigráfico abarca desde el Wuchiapingiense hasta el Changhsingiense (Pérmico superior), aunque se ha citado el Capitaniense superior (Pérmico medio)

## Discusión
Clasificaciones previas hubiesen incluido Paradagmaritella la Subfamilia Dagmaritinae, de la Familia Biseriamminidae, de la Superfamilia Palaeotextularioidea, del Suborden Fusulinina y del Orden Fusulinida.

## Clasificación
Paradagmaritella incluye a las siguientes especies:
- Paradagmaritella brevispira †
- Paradagmaritella flabelliformis †, también considerado como Paradagmarita flabelliformis †
- Paradagmaritella surmehensis †